# The Wonderful Thing

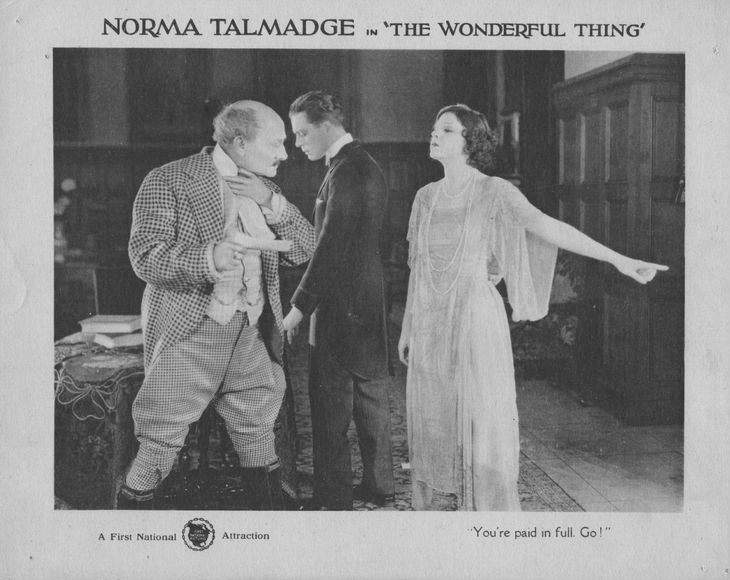
Carte promotionnelle du film

Pour plus de détails, voir Fiche technique et Distribution.
The Wonderful Thing est un film américain réalisé par Herbert Brenon et sorti en 1921.

## Synopsis
En état d'ébriété, Laurence, le fils cadet des Mannerby, falsifie un chèque de 50 £ pour payer une dette à Carser, un joueur. Jacqueline Boggs, une jeune américaine en visite chez les Mannerby, tombe amoureuse de Donald, qui l'épouse dans le but de résoudre les difficultés financières de la famille ; mais son sens de l'honneur l'empêche d'utiliser son argent. Donald rembourse cependant partiellement Carser, en vertu d'un accord selon lequel Laurence ne quittera pas la juridiction des tribunaux britanniques.

## Fiche technique
- Réalisation : Herbert Brenon
- Scénario : Clara Beranger, Herbert Brenon d'après la pièce The Wonderfull Thing de Lillian Trimble Bradley et Forrest Halsey[2]
- Production : Norma Talmadge Film Corporation
- Photographie : J. Roy Hunt
- Distributeur : Associated First National Pictures
- Durée : 70 minutes (7 bobines)[1]
- Date de sortie :
  - États-Unis : 7 novembre 1921

## Distribution

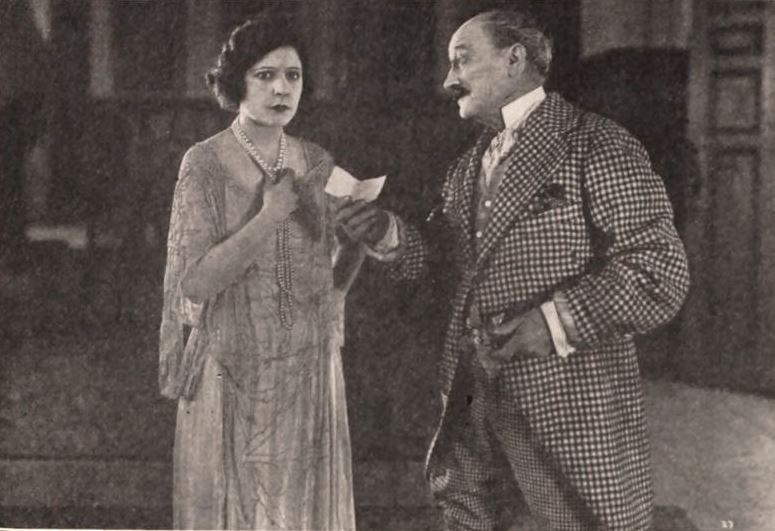
Norma Talmadge et un acteur non identifié dans une scène du film.

- Norma Talmadge : Jacqueline Laurentine Boggs
- Harrison Ford : Donald Mannerby
- Julia Hoyt : Catherine Mannerby
- Howard Truesdale : James Sheridan Boggs
- Robert Agnew : Laurence Mannerby
- Ethel Fleming : Dulcie Mannerby Fosdick
- Mabel Bert : Lady Sophia Alexandria Mannerby
- Fanny Burke : Angelica Mannerby
- Walter McEwen : 'Smooth Bill' Carser
- Charles Craig : General Lancaster